# Stigma (biologie)
Pour les articles homonymes, voir Stigma (homonymie).

Structure d'un euglénophyte (présentant un phototactisme négatif en lumière forte et positif en lumière modérée) qui montre le stigma (2), corps rouge à côté du réservoir (5) d'où part le flagelle (1), à la base duquel se trouve un corps photorécepteur (3) qui complète le dispositif cellulaire de perception lumineuse.
Les autres structures observables dans cet organisme sont le flagelle court (4), le corps basal (6), la vacuole contractile (7), les grains de paramylon (8), les chloroplastes (9), le noyau (10), le nucléole (11) et la membrane plasmique (12).
D'autres organites sont présents mais ne sont pas visibles au microscope optique, tels que les mitochondries, et ne sont pas représentés ici.

Le stigma, parfois appelé tache oculaire par traduction littérale de l'anglais eyespot, est un organite photorécepteur spécifique à certaines cellules flagellées (motiles) d'algues et d'autres organismes unicellulaires photosynthétiques et qui les rend sensibles à la lumière. Ainsi, selon sa direction et intensité, ces organismes peuvent s'en rapprocher (phototaxie positive) ou s'en éloigner (phototaxie négative qui induit un déplacement vers les zones non éclairées). Il est également responsable du « photochoc », ou réponse photophobe, observé lorsque ces cellules sont brièvement exposées à une vive lumière : les cellules s'arrêtent, reculent quelque peu et reprennent leur nage dans une direction différente. Il permet à ces microorganismes de trouver et de demeurer dans un environnement présentant des conditions lumineuses optimales pour la photosynthèse. 
Les stigmas sont les « yeux » les plus simples et les plus répandus dans la nature, constitués de caroténoïdes contenus dans des granules pigmentés photorécepteurs. La perception du signal lumineux modifie les battements du flagelle, ce qui provoque la réaction phototactique. Les photorécepteurs se trouvent dans la membrane externe des granules pigmentés.

## Structure et constituants
L'appareil photorécepteur du genre Euglena comprend le stigma ainsi qu'un corps paraflagellaire reliant le stigma au flagelle. Au microscope électronique, cet ensemble apparaît comme un assemblage lamellaire de bâtonnets membranaires disposés de façon hélicoïdale.
Chez Chlamydomonas, le stigma fait partie du chloroplaste et prend la forme d'une structure membranaire en sandwich. Il résulte de l'assemblage de membranes du chloroplaste (membrane interne, membrane externe et membrane du thylacoïde) et de granules contenant des caroténoïdes recouverts d'une membrane. Les granules s'organisent en lame quart d'onde réfléchissant la lumière vers les photorécepteurs tout en faisant écran à la lumière provenant des autres directions. Il se déconstruit lors de la division cellulaire pour se reconstituer dans chacune des cellules filles selon un agencement asymétrique déterminé par le cytosquelette ; cette position asymétrique du stigma dans la cellule est essentielle à une phototaxie efficiente.
Les protéines essentielles au fonctionnement du stigma sont les protéines photoréceptrices (en). Les photorécepteurs des organismes unicellulaires appartiennent à deux classes principales : les flavoprotéines, dont le chromophore est une molécule de flavine, et les protéines à rétinylidène (en), c'est-à-dire des opsines à dérivé de rétinal formant des rhodopsines. Les photorécepteurs d’Euglena sont vraisemblablement des flavoprotéines, tandis que la phototaxie de Chlamydomonas est médiée par des rhodopsines ressemblant à celles des archées (bactériorhodopsine).
Outre les protéines photoréceptrices, les stigmas contiennent un grand nombre de protéines jouant un rôle structurel, métabolique ou de signalisation. Le protéome d'un stigma de Chlamydomonas — c'est-à-dire l'ensemble des protéines qui le constituent — contient environ 200 protéines différentes.

## Photoréception et transduction du signal
Le photorécepteur d’Euglena est une adénylate cyclase activée par la lumière bleue. L'excitation de ce récepteur provoque la formation d'AMP cyclique comme messager secondaire. Un mécanisme de transduction de signal chimique modifie en fin de compte le battement du flagelle et donc le mouvement de la cellule.
La rhodopsine de type archéen de Chlamydomonas contient un chromatophore tout-trans rétinylidène photoisomérisé en isomère 13-cis. Ceci active un canal calcique photorécepteur conduisant à une variation du potentiel de membrane et de la concentration intracellulaire en ions calcium. La transduction du signal photoélectrique aboutit à modifier les battements du flagelle et les mouvements de la cellule.